# 千葉市立寒川小学校
千葉市立寒川小学校（ちばしりつ さむがわしょうがっこう）は、千葉県千葉市中央区寒川町1丁目にある公立小学校である。

## 歴史
- 1873年（明治6年） - 寒川尋常小学校設置[1]。
- 1901年（明治41年） - 千葉第二尋常小学校と改称[2]。
- 1921年（大正10年） - 1市1校制により千葉尋常高等学校第三部と改称[2]。
- 1923年（大正12年） - 現在地に移転。
- 1933年（昭和8年） - 千葉第三尋常小学校と改称。
- 1941年（昭和16年） - 国民学校令により、千葉第三国民学校と改称[1]。
- 1947年（昭和22年） - 学制改革により、千葉市立寒川小学校と改称[3]。
- 1962年（昭和37年） - 現校舎建築[4]。
- 1973年（昭和48年） - 創立100周年記念式典挙行[3]。

## 通学区域と進学先中学校
出典

### 通学区域
- 稲荷町1丁目（全域）
- 稲荷町2丁目（全域）
- 稲荷町3丁目（全域）
- 川崎町（全域）
- 寒川町1丁目（全域）
- 寒川町2丁目（全域）
- 寒川町3丁目（全域）
- 末広1丁目（全域）
- 末広2丁目（全域）
- 末広3丁目（全域）
- 末広4丁目（全域）
- 末広5丁目（全域）
- 千葉寺町（1番地～485番地、492番地～501番地、504番地～522番地、523番地2号、526番地6号、537番地、905番地(1号を除く)、907番地～911番地、912番地(2号・3号)、913番地(1号を除く)、914番地(1号・3号)、915番地、916番地、971番地(1号～4号・6号・11号)、1146番地、1147番地、1191番地～1206番地）
- 出洲港（現在は無し。19年度以降に計画される20戸以上の共同住宅については寒川小・末広中学区とする。）
- 問屋町5番30号のプレシス千葉みなと（問屋町2番、3番、5番、6番(街区符号)に19年度以降完成する共同住宅(5番21号のライネスシティ千葉みなとを除く。)）
- 長洲1丁目（1番～8番、18番～35番）
- 長洲2丁目（全域）
- 港町（全域）

### 進学先中学校
- 千葉市立末広中学校

## 周辺
- 千葉市消防団第1分団2部 - 敷地が隣接。
- 千葉市大気汚染測定局 - 敷地が隣接。
- 海津見神社 - 千葉市道をはさんで、敷地が隣接。
  - このほか、海津見神社以外の神社仏閣も点在。
- 寒川1公民館 - 千葉市道をはさんで、敷地が隣接。
- 寒川町二丁目自治会館 - 千葉市道をはさんで、敷地が隣接。
- 社会福祉法人扶桑福祉会寒川保育園 - 千葉市道をはさんで、敷地が隣接。かつ、進学前保育園のひとつ。
- 千葉市寒川土地区画整理事務所
- 千葉市場前郵便局

## アクセス
- 小湊鉄道バス「千21」・「千23」・「千24」・「千25」・「千32」の各系統で、「寒川二丁目」停留所より、校地西側の正門まで、
  - 浜野駅東口行・浜野行・喜多行のりばから、徒歩約210m・約3分。
  - 千葉駅前行のりばから、徒歩約235m・約4分。
- JR東日本内房線本千葉駅より、
  - 校地東側の体育館側の門まで、徒歩約685m・約10分。
  - 上述の小湊バスに乗車し、「寒川二丁目」停留所下車後、徒歩。
- 千葉都市モノレール1号線県庁前駅から、校地東側の体育館側の門まで、徒歩約1km弱・徒歩約15分。